# Perry Turnbull
Perry John Turnbull (né le 9 mars 1959 à Bentley dans la province d'Alberta au Canada) est un joueur professionnel canadien de hockey sur glace. Il évoluait au poste d'ailier gauche.

## Biographie

### Joueur et entraineur
Alors qu'il jouait pour les Winter Hawks de Portland, il est repêché par les Blues de Saint-Louis au premier tour, deuxième rang au total, lors du repêchage d'entrée dans la LNH 1979. La même année du repêchage, il fait ses débuts dans la LNH avec les Blues, prenant part à 80 parties et réalisant 35 points lors de sa première saison professionnelle. 
Après cinq saisons sous l'uniforme des Blues, il est échangé le 21 décembre 1983 aux Canadiens de Montréal contre Doug Wickenheiser, Gilbert Delorme et Greg Paslawski. Après 40 parties avec les Canadiens, ces derniers l'échangent durant l'été 1984 aux Jets de Winnipeg contre Lucien DeBlois. Il joue trois saisons avec les Jets avant de retourner avec les Blues en étant échangé contre un choix de repêchage.

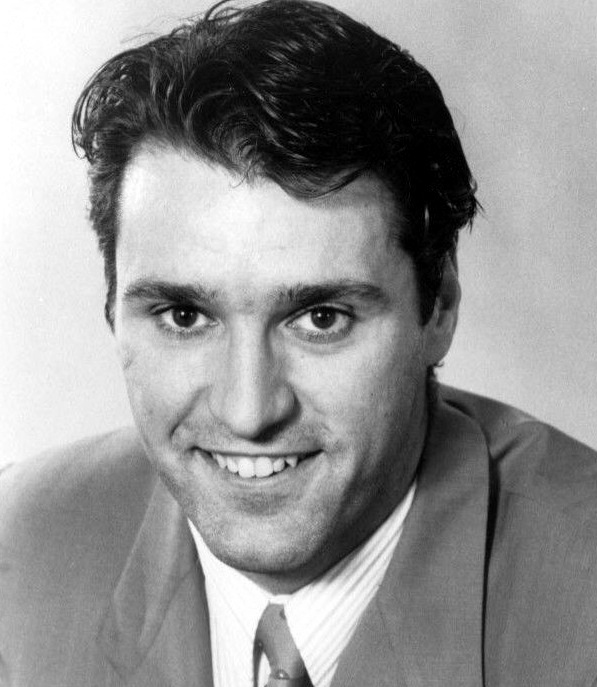
Perry Turnbull a été échangé contre Doug Wickenheiser en 1983

Après avoir passé la saison 1987-1988 avec les Blues, il décide de partir jouer en Italie. Il joue pour trois clubs différents en trois saisons dans la Serie A italienne. Il a également joué brièvement en Suisse et a joué sa dernière saison en troisième division allemande. Sa meilleure saison professionnelle a été celle de 1981-82 avec St.Louis où il produit 33 buts et 26 passes pour 59 points. 
Il a joué au roller in line hockey avec les Vipers de St. Louis de 1993 à 1994. Il a entrainé cette équipe pour les saisons 1994-95 et 1995-96.

### Vie personnelle
Son fils Travis et son cousin Randy Turnbull sont également des joueurs de hockey professionnels.

## Statistiques
| Saison     | Équipe                   | Ligue      |     | Saison régulière | Saison régulière | Saison régulière | Saison régulière | Saison régulière |    | Séries éliminatoires | Séries éliminatoires | Séries éliminatoires | Séries éliminatoires | Séries éliminatoires |
| Saison     | Équipe                   | Ligue      | PJ  | B                | A                | Pts              | Pun              | PJ               | B  | A                    | Pts                  | Pun                  |                      |                      |
| 1974-1975  | Red Devils de The Pass   | AJHL       | 69  | 6                | 4                | 10               | 134              | -                | -  | -                    | -                    | -                    |                      |                      |
| 1975-1976  | Red Devils de The Pass   | AJHL       | 45  | 27               | 23               | 50               | 140              | -                | -  | -                    | -                    | -                    |                      |                      |
| 1975-1976  | Centennials de Calgary   | WCHL       | 19  | 6                | 7                | 13               | 14               | -                | -  | -                    | -                    | -                    |                      |                      |
| 1976-1977  | Centennials de Calgary   | WCHL       | 10  | 8                | 5                | 13               | 33               | -                | -  | -                    | -                    | -                    |                      |                      |
| 1976-1977  | Winter Hawks de Portland | WCHL       | 58  | 23               | 30               | 53               | 249              | 10               | 2  | 1                    | 3                    | 36                   |                      |                      |
| 1977-1978  | Winter Hawks de Portland | WCHL       | 57  | 36               | 27               | 63               | 318              | 8                | 2  | 3                    | 5                    | 44                   |                      |                      |
| 1978-1979  | Winter Hawks de Portland | LHOu       | 70  | 75               | 43               | 118              | 191              | 20               | 10 | 8                    | 18                   | 33                   |                      |                      |
| 1979-1980  | Blues de Saint-Louis     | LNH        | 80  | 16               | 19               | 35               | 124              | 3                | 1  | 1                    | 2                    | 2                    |                      |                      |
| 1980-1981  | Blues de Saint-Louis     | LNH        | 75  | 34               | 22               | 56               | 209              | -                | -  | -                    | -                    | -                    |                      |                      |
| 1981-1982  | Blues de Saint-Louis     | LNH        | 79  | 33               | 26               | 59               | 161              | 5                | 3  | 2                    | 5                    | 11                   |                      |                      |
| 1982-1983  | Blues de Saint-Louis     | LNH        | 79  | 32               | 15               | 47               | 172              | 4                | 1  | 0                    | 1                    | 14                   |                      |                      |
| 1983-1984  | Blues de Saint-Louis     | LNH        | 32  | 14               | 8                | 22               | 81               | -                | -  | -                    | -                    | -                    |                      |                      |
| 1983-1984  | Canadiens de Montréal    | LNH        | 40  | 6                | 7                | 13               | 59               | 9                | 1  | 2                    | 3                    | 10                   |                      |                      |
| 1984-1985  | Jets de Winnipeg         | LNH        | 66  | 22               | 21               | 43               | 130              | 8                | 0  | 1                    | 1                    | 26                   |                      |                      |
| 1985-1986  | Jets de Winnipeg         | LNH        | 80  | 20               | 31               | 51               | 183              | 3                | 0  | 1                    | 1                    | 11                   |                      |                      |
| 1986-1987  | Jets de Winnipeg         | LNH        | 26  | 1                | 5                | 6                | 44               | 1                | 0  | 0                    | 0                    | 10                   |                      |                      |
| 1987-1988  | Blues de Saint-Louis     | LNH        | 51  | 10               | 9                | 19               | 82               | 1                | 0  | 0                    | 0                    | 2                    |                      |                      |
| 1987-1988  | Rivermen de Peoria       | LIH        | 3   | 5                | 0                | 5                | 4                | -                | -  | -                    | -                    | -                    |                      |                      |
| 1988-1989  | AS Asiago                | Serie A    | 32  | 31               | 27               | 58               | 131              | -                | -  | -                    | -                    | -                    |                      |                      |
| 1989-1990  | HC Alleghe               | Serie A    | 34  | 24               | 29               | 53               | 68               | 1                | 1  | 1                    | 2                    | 5                    |                      |                      |
| 1989-1990  | Zürcher SC               | LNA        | 1   | 0                | 0                | 0                | 0                | -                | -  | -                    | -                    | -                    |                      |                      |
| 1990-1991  | HC Bolzano               | Serie A    | 18  | 14               | 8                | 22               | 29               | 10               | 8  | 3                    | 11                   | 41                   |                      |                      |
| 1991-1992  | EC Dorsten               | Oberliga   | 42  | 55               | 50               | 105              | 187              | -                | -  | -                    | -                    | -                    |                      |                      |
| Totaux LNH | Totaux LNH               | Totaux LNH | 608 | 188              | 163              | 351              | 1 245            | 34               | 6  | 7                    | 13                   | 86                   |                      |                      |

## Trophées et honneurs personnels
- 1978-1979 :
  - nommé meilleur joueur de la LHOu (Player of the Year).
  - nommé dans la deuxième équipe d'étoiles de la LHOu.